# Earth Observing-1

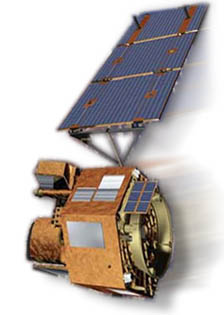
O satélite Earth Observing-1.

O satélite Earth Observing 1 (EO1) é parte do programa da NASA Novo Milênio (NMP), para desenvolver e validar uma série de instrumentos e tecnologias de barramento inovadoras para espaçonaves, projetadas para permitir o desenvolvimento de satélites de captação de imagens da Terra no futuro, que vão permitir um aumento significativo no desempenho, além de reduções de custo e de peso total.
O seu instrumento de captação de imagens, registra nove diferentes comprimentos de onda simultaneamente, em vez dos sete medido pelo gerador de imagens do Landsat 7. Isto permite uma maior flexibilidade na falsa cor imagem. Outra melhoria é que em vez de ter um espectrômetro de imagem que varre de lado a lado, o LPA tem um conjunto linear de espectrômetros onde cada um faz uma varredura adjacente à do outro. A fim de comparar os dois sistemas de imagens, o EO-1 segue o Landsat 7 em sua órbita por exatamente um minuto.
Outras novas tecnologias incluem:
- Espectrômetro para gravação de mais de 200 comprimentos de onda;
- Antena de comunicações;
- Cabos de fibra óptica interligando o coletor de dados com os dois RAD6000s da IBM;
- Propulsor pulso de plasma de Teflon;
- Painel solar flexível;
- Radiadores revestidos de Carbono para controle térmico;
- Espectrômetro de matriz linear equipado com um dispositivo de correção atmosférica.

O EO1 também foi utilizado para testar um novo software, o "Autonomous Sciencecraft Experiment". Isso permitiu que a espaçonave decidisse por si mesma, a melhor forma de criar a imagem desejada. Ela só era limitada por uma lista de prioridades de diferentes tipos de imagens, e por previsões de cobertura de nuvens fornecida pela NOAA.
A expectativa de vida útil do satélite era de doze meses, apesar de ter sido projetado para dezoito meses. Essas expectativas foram ultrapassadas com folga.